# المدني الكلاوي
المدني الݣلاوي المزواري (1860 – 1918) قائد مخزني مغربي، عينه السلطان الحسن الأول خليفة له في عدة إيالات بالجنوب المغربي. قاد المدني الكَلاوي في صيف سنة 1907م انقلاب المولى عبد الحفيظ بمراكش ضد مولاي عبد العزيز. وفي سنة 1909 م، رقي القائد المدني الكَلاوي إلى منصب الصدر الأعظم والعلاف الكبير في الجهاز المخزني الحفيظي، فعمد إلى تعيين عدد من أقربائه في مناصب مخزنية كقواد وخلفاء بجهات الجنوب. بعد فرض الحماية الفرنسية على المغرب، وانهزام أحمد الهيبة في معركة سيدي بوعثمان، دخل الفرنسيين إلى مراكش وعينوا المدني الكلاوي باشا عليها. عند وفاته خلفه شقيقه القائد التهامي الكلاوي.

## مسيرته
كان المدني أكبر أبناء القائد محمد أبيبط، وقد عينه والده خليفة له، وبعد وفاة والده زكاه السلطان الحسن الأول على إيالة والده وأوسع له فيها بنواحي الصحراء. فأظهر المدني الكَلاوي، بعد توليه القيادة، على خصال قيادية عالية في إدارة شؤون القبائل. فقد كان يشارك أباه في جل الحركات المخزنية، لإخضاع بعض القبائل المشاغبة أو المتمردة ببلاد الفايجة والأطراف الشرقية لبلاد سوس. حيث كان يعرف جيدا الخيوط المتحكمة في شبكة الأحلاف القبلية.
برز اسم المدني عندما أقدم السلطان مولاي الحسن، أواخر سنة 1310 هـ / 1893 م ومطلع سنة 1311 هـ، بزيارة إلى ناحية تافيلالت، واستغرقت هذه الرحلة عدة شهور، وعند رجوعه إلى مراكش سلك طريق الفايجة، ولما وصل إلى ثنية الكَلاوي سقط ثلج كثير، فأصاب الناس ببرد شديد تألم منه حتى السلطان، فتدخل المدني الكَلاوي وأخيه التهامي لإسعاف الركب السلطاني وجيشه، فأسعف وزود قافلة السلطان بكل ما تحتاج إليه، واستجاب السلطان لدعوة ضيافة آل الكَلاوي بقصبة تلوات، فتفانى المدني وأخوه التهامي الكَلاوي، في توفير كل لوازم الراحة والضيافة اللائقتين بالسلطان وحاشيته من رجال المخزن، وقد ظل السلطان بقصبة تلوات حوالي خمسة وعشرين يوما. فحصلت له بذلك التفاتة خاصة من جانب السلطان. واستغل القائد المدني الكَلاوي، وجود حاشية السلطان بقصبته لتوطيد علائقه بالرجال النافذين في البلاط السلطاني، خاصة الرجل القوي الحاجب أحمد بن موسى البخاري. وكانت مكافأة السلطان للمدني الكلاوي منحه ظهير تعيينه خليفة للسلطان بالإيالات الجنوبية من قصبة تلوات بالأطلس الكبير إلى محاميد الغزلان على مشارف الصحراء، بما في ذلك بلاد تافيلالت ودادس وتودغة، ووضع رهن إشارته مدفعين من صنع ألماني، وعدة صناديق من الذخيرة الحربية.
وبعد مدة قصيرة على تعيين المدني على المناطق الجنوبية، حتى توفي السلطان مولاي الحسن في أواخر سنة 1311 ه‍/ 1894 م، فانتفضت القبائل وثارت ضد قوادها، وعمت "السيبة" جل المناطق المحسوبة على آل الكَلاوي، فشن المدني الكَلاوي حملة لكسر شوكة القبائل السائبة، فبدأ بقبائل وادي تيدلي، القريبة جدا من قصبة تلوات، فتغلب عليها وقطع رأس ولد ابن حليمة، شيخ قبائل الوادي المالح، "وعلق مدخل قصبة تلوات ببضعة رؤوس لأعيان قبائل المنطقة، ثم توجه بقوته جنوبا لفك الحصار، الذي دام لمدة سبعة أشهر، عن أخيه حمادي المزواري بقصبة تاوريرت حاضرة أهل ورزازات.
واجه القائد المدني الكَلاوي مشاكل كبيرة لإخضاع قبائل آيت واوزكيت القوية والتي يصنفها المخزن كقبائل «سائبة»، وكانت آيت واوزكيت عبارة عن حلف قبلي، ولصعوبة منازلة هذه القبائل، عول على تفكيكها، قبل المواجهة العسكرية، وذلك بواسطة مصاهرة شيخ قبائل آيت زينب علي بن محمد نايت بن حدو. وكانت قبيلة آيت زينب تعتبر أقوى قبيلة في اتحادية آيت واوزكيت. ولم تمض إلا فترة قصيرة على هذه المصاهرة، حتى قام المدني الكَلاوي باعتقال صهره الشيخ علي نايت بن حدو، ووضع الأغلال في يديه ورجليه إمعانا في إذلاله وقهره.
كي يظهر له بأنه أصبح في قبضته وتحت رحمته، أمر بفك أغلاله، وفتح باب النقاش معه لإقناعه بأن من مصلحته الخضوع للمخزن، لكن تحول النقاش إلى شتائم مقذعة، وجهها الشيخ علي نايت ابن حدو إلى المدني الكَلاوي، ونجح الشيخ علي من الانفلات من السجن والهروب إلى زاوية تامكروت بدرعة للاستحرام بها. وبعد تفكيكه لحلف آيت واوزكيت، بالقضاء على مشيخة الشيخ علي نايت بن حدو، بات طريق وادي درعة منفتحا على مصراعيه أمام قوات الفقيه المدني الكَلاوي.

### الحركة الحفيظية
كان المدني الكَلاوي حريصا على توفير الرجال بمنطقة مراكش، حيث قام المدني بتجميع الجنود لدعم حركة «الجهاد» التي أعلنها المخزن الحفيظي بمنطقة الشاوية. وما كاد السلطان مولاي عبد الحفيظ، يستقر بفاس، حتى تكاثرت شكايات القبائل بباب قصره من عسف وجور آل الكَلاوي، فقرر السلطان سنة 1329 هـ/ 1911م، تجريد الصدر الأعظم المدني وكل أفراد أسرته من مهامهم السياسية والإدارية. بعد توقيع معاهدة الحماية سنة 1912 م، استعاد آل الكَلاوي مواقعهم في الجهاز المخزني بدعم من سلطة الحماية في نفس السنة.
وفي سنة 1918 توفي المدني الكلاوي وعيّن التهامي الكلاوي خلفا له ولم يكن قد طرأ سوى تعديل بسيط على التوزيع الجديد للقبائل التي كان يحكمها. وقد رد المارشال ليوطي بلهجة حادة على الجنرال دو لاموت الذي دعا إلى ضرورة انتهاز تلك الفرصة للحد من سلطة آل الكلاوي: